# Undiscovered Soul
Undiscovered Soul est le second album de Richie Sambora sorti en 1998.
Au Royaume-Uni, il a été 24e du classement général des ventes d'albums (UK Albums Chart) et numéro un du classement des albums rock et metal (UK Rock and Metal Chart),.

## Liste des chansons
1. Made In America
2. Hard Times Come Easy
3. Fallen From Graceland
4. If God Was A Woman
5. All That Really Matters
6. You're Not Alone
7. In It For Love
8. Chained
9. Harlem Rain
10. Who I Am
11. Downside Of Love
12. Undiscovered Soul